# 王胡砦站
王胡砦站是郑州地铁7号线的车站，位于中华人民共和国河南省郑州市二七区大学南路与郑航街交叉口，于2024年12月29日启用。

## 车站结构
王胡砦站的主体结构位于大学南路与郑航街交叉口地下，沿大学南路呈南北向布置，为地下二层车站，B1层为站厅层，B2层为站台层。
| 1F  | 地面     | 所有出入口                                                       | 所有出入口                                                       | 所有出入口                                                       |
| B1F | 站厅     | 客服中心、自动售票机、行李检查、闸机、车站控制室、卫生间、母婴室 | 客服中心、自动售票机、行李检查、闸机、车站控制室、卫生间、母婴室 | 客服中心、自动售票机、行李检查、闸机、车站控制室、卫生间、母婴室 |
| B2F | █ 7号线  | 往东赵方向（市第二人民医院）                                     | 往东赵方向（市第二人民医院）                                     | 往东赵方向（市第二人民医院）                                     |
| B2F | 岛式站台 | 卫生间                                                           | 至站厅                                                           |                                                                  |
| B2F | █ 7号线  | 往南岗刘方向（漓江路）                                           | 往南岗刘方向（漓江路）                                           | 往南岗刘方向（漓江路）                                           |

### 站厅
王胡砦的站厅位于B1层，设有客服中心、自动售票机、行李检查、车站控制室等设施。站厅由闸机和栏杆分隔为付费区和非付费区，付费区位于站厅中部，非付费区位于两端。付费区内设有自动扶梯、楼梯和无障碍电梯连接站台。在站厅非付费区近B口通道处设有卫生间和母婴室。

### 站台
王胡砦站的B2层设一座岛式站台，安装有高站台门。站台呈南北向布置，西侧站台面由7号线下行（南岗刘方向）列车使用，东侧站台面由7号线上行（东赵方向）列车使用，在站台北端设有卫生间。

### 出入口
王胡砦站设A、B、C三个出入口，分别位于大学南路与郑航街交叉路口的东南角、西北角和东北角，连接地面和站厅非付费区。其中B、C口设有无障碍电梯。
该站已开通的各出入口信息如下表所示。
| 王胡砦地铁站A口 | 王胡砦地铁站A口 | 王胡砦地铁站A口 | 王胡砦地铁站A口 | 王胡砦地铁站A口 |
| 编号            | 路线            | 路线            | 路线            | 备注            |
| --------------- | --------------- | --------------- | --------------- | --------------- |
| S353            | 德润珺园社区    | ⇆               | 王胡砦地铁站A口 |                 |
| S355            | 兴华街沅江路    | ⇆               | 王胡砦地铁站A口 |                 |

| 大学路王胡寨 | 大学路王胡寨           | 大学路王胡寨           | 大学路王胡寨           | 大学路王胡寨           |
| 编号         | 路线                   | 路线                   | 路线                   | 备注                   |
| ------------ | ---------------------- | ---------------------- | ---------------------- | ---------------------- |
| 40           | 金沙江路公交站         | ⇆                      | 经一路红旗路           |                        |
| G55          | 五龙口公交站           | ⇆                      | 大学路南三环           |                        |
| 84           | 环翠路公交站           | ⇆                      | 化工路西三环           |                        |
| G204         | 后仓村                 | ⇆                      | 大学路南三环           |                        |
| G904         | 紫玉路公交站           | ⇆                      | 北三环文化路           | 原904路、T4路          |
| B11          | 中州大道黑庄           | ⇆                      | 环翠路公交站           |                        |
| B16          | 赣江路公交站           | ⇆                      | 商务内环路商务东一街   |                        |
| B60          | 南四环京广路           | ⇆                      | 火车站                 | 原53路                 |
| S193         | 杨垛公交站             | ⇆                      | 郑州航空工业管理学院   |                        |
| Y21          | 佛岗村公交站           | ⇆                      | 紫荆山人民路           | 夜间服务               |
| Y55          | 已于2024年12月29日停办 | 已于2024年12月29日停办 | 已于2024年12月29日停办 | 已于2024年12月29日停办 |

| 郑航街大学路 | 郑航街大学路 | 郑航街大学路 | 郑航街大学路    | 郑航街大学路 |
| 编号         | 路线         | 路线         | 路线            | 备注         |
| ------------ | ------------ | ------------ | --------------- | ------------ |
| S139         | 佛岗村公交站 | ⇆            | 五一公园地铁C口 |              |

## 历史
王胡砦站由中铁上海工程局城建分公司承建，于2022年1月9日主体结构封顶。2024年12月29日，郑州地铁7号线一期开通运营，该站正式启用。